# 爪哇白发藓
爪哇白发藓（学名：Leucobryum javense）为白发藓科白发藓属下的一个种。